# Palacio Justo Arosemena
El Palacio Justo Arosemena, también conocido como el Palacio Legislativo de Panamá, es la sede de la Asamblea Nacional de Panamá. Este se encuentra ubicado al frente de la Plaza José Remón Cantera, en los alrededores de la Plaza 5 de Mayo. Este lleva el nombre del político y escritor Justo Arosemena Quesada, considerado el “padre de la nacionalidad panameña”. 
Este edificio fue construido entre 1955 y 1956 por Ernesto de la Guardia III y Williams Ross, durante la administración del presidente Ricardo Arias Espinosa, y fue inaugurado el 1 de octubre de 1956, primer día de gobierno de su sucesor, Ernesto de la Guardia. El Palacio Justo Arosemena fue declarado monumento histórico nacional mediante la Ley 33 de 2006, formando parte del Conjunto Monumental Histórico de Calidonia y Ancón.

## Historia

### Edificios anteriores
El primer edificio conocido por albergar al Órgano Legislativo de Panamá fue en la antigua Casa del Cabildo, ubicada en el corregimiento de San Felipe, en donde actualmente se encuentra el Concejo Municipal del Distrito de Panamá. Entre 1912 y 1924, el ente legislativo se trasladó a uno de los salones del Palacio del Ministerio de Gobierno. Más adelante, los diputados, quienes son los miembros de esta Cámara, desarrollan sus actividades en el antiguo Palacio de Justicia (en la actualidad se ubica el Ministerio de Cultura y el Teatro Anita Villalaz); que a través de la Ley 35 de 1924, de 22 de noviembre del mismo año y promulgada en la Gaceta Oficial N°04530 del 5 de diciembre de 1924, “Por la cual se dispone llevar a cabo la construcción de un Palacio Legislativo y de Justicia”, se dispuso la construcción de esta obra en el sitio donde existía el Baluarte de Chiriquí, en los alrededores de la Plaza de Francia, también ubicado en San Felipe. 
Más adelante, se aprueba la Ley N°21 del 27 de enero de 1937, que ordena la construcción de un edificio propio en los terrenos de lo que fuera entonces la Escuela Normal de Institutoras (hoy Edificio de la Lotería Nacional de Beneficencia, ubicado en La Exposición, barrio del corregimiento de Calidonia). Sin embargo, esta norma nunca se cumplió, por lo que el 11 de diciembre de 1952, se aprueba la Ley 47, derogando la anterior y ordena la construcción de esta estructura en la manzana comprendida entre las calles 34 y 35 de La Exposición, en donde se encontraba el Liceo de Señoritas, en el Parque Francisco Arias Paredes.

### Edificio actual

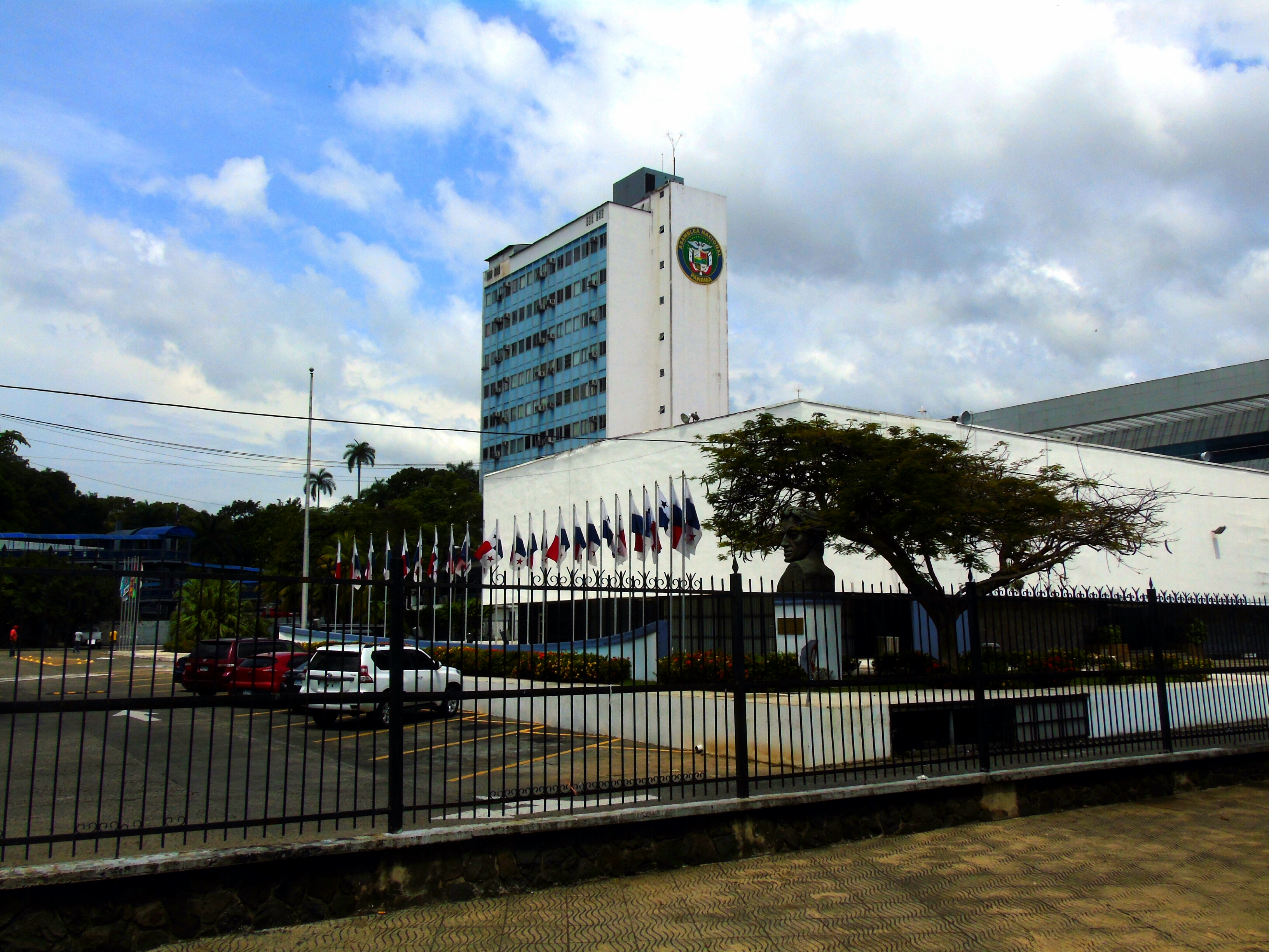
Entrada al Palacio Justo Arosemena, con la estatua de Simón Bolívar y 24 banderas panameñas.

El 19 de marzo de 1955, se aprueba la Ley 55, en donde la Asamblea Nacional autoriza al Órgano Ejecutivo, a realizar una permuta con el Municipio de Panamá, que consiste en la entrega de una manzana entre las calles 31 y 32 este y las Avenidas Cuba y Perú y el Municipio a su vez, entrega un terreno adyacente a la Avenida de los Mártires, la vía se encontraba en el límite de Panamá y la Zona del Canal de Panamá; en el Parque Roosevelt o Lesseps (lugar donde actualmente se encuentra el Palacio Justo Arosemena). 
Este edificio fue diseñado por el arquitecto Ernesto de La Guardia III y construido por el ingeniero Williams Ross, de la empresa Construcciones y Proveedoras Unidas S.A. Por la originalidad que presentó el diseño, el Palacio Justo Arosemena, recibió una distinción por parte de la empresa norteamericana Miami Windows Corporation, siendo calificado como uno de los mejores edificios en su género. La construcción del edificio se inició con la administración presidente Ricardo Arias Espinosa y concluyó el 1 de octubre de 1956, con la juramentación de Ernesto De La Guardia, como presidente de Panamá.

## Arquitectura

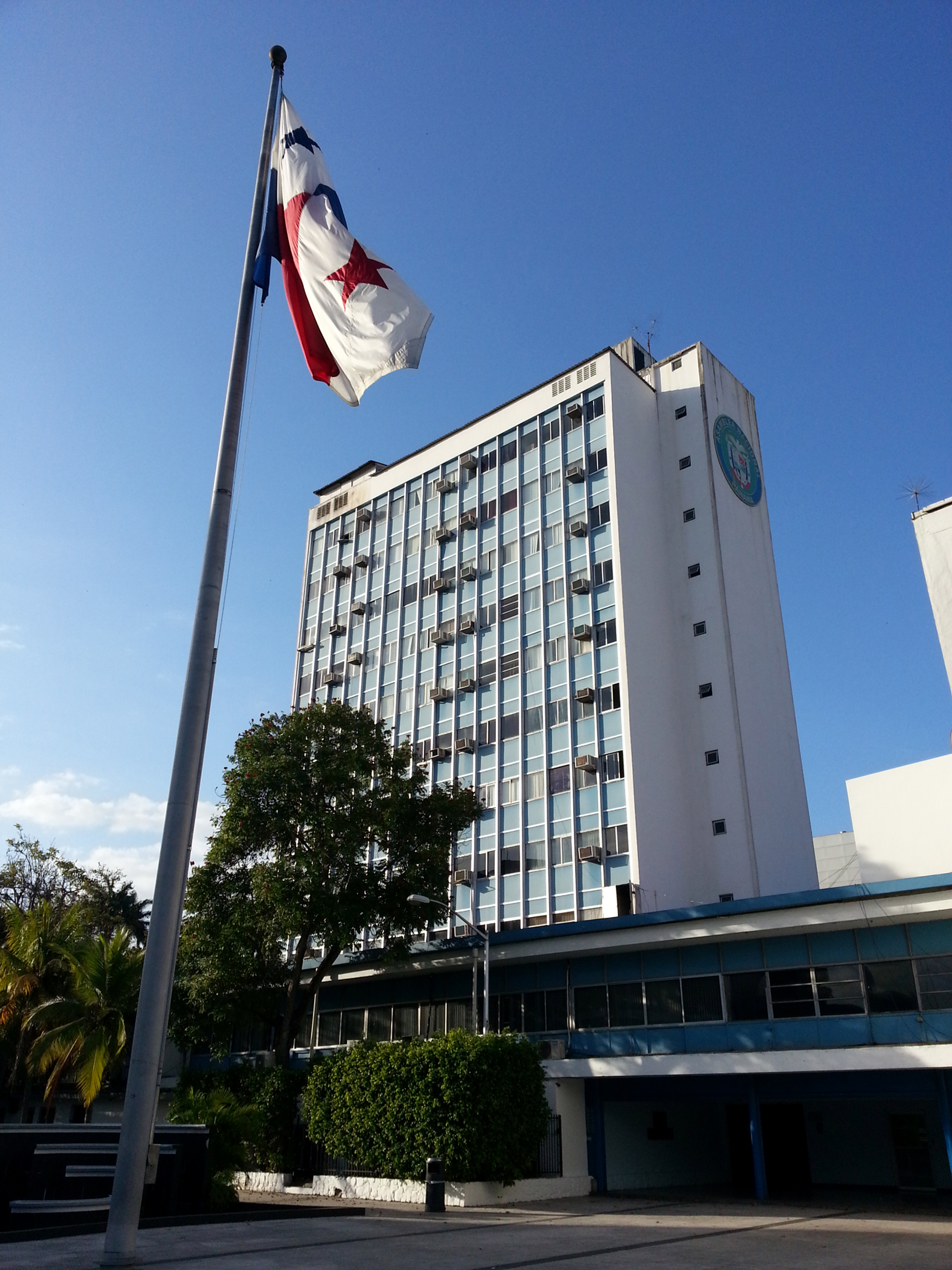
Vista del edificio.

El edificio consta de dos volúmenes distintos: el auditorio parlamentario y una torre de oficinas; ambos están unidos por un elemento horizontal que se pensó para la administración. Este concepto, con sus ventanas que parecen quiebrasoles, se deriva en última instancia del modernismo brasileño. Lo más novedoso fue la estructura, con las paredes del auditorio de la Asamblea. Por la Avenida Central, se encuentra la Plaza José Remón Cantera, dedicada al presidente homónimo, destacándose que cuenta con su busto observando al Palacio con la idea de que “este sea símbolo que inspire y oriente a los legisladores para que las leyes que salgan del seno de dicha Cámara redunden en beneficio del pueblo panameño”.